# Mortagne-sur-Gironde
Mortagne-sur-Gironde ist eine westfranzösische Gemeinde mit 911 Einwohnern (Stand 1. Januar 2022) im Département Charente-Maritime in der Region Nouvelle-Aquitaine.

## Lage
Mortagne-sur-Gironde liegt nahe dem Nordostufer der Gironde-Mündung etwa 36 Kilometer (Fahrtstrecke) südwestlich von Saintes bzw. 33 Kilometer südöstlich von Royan.

## Bevölkerungsentwicklung
| Jahr      | 1962 | 1968 | 1975 | 1982 | 1990 | 1999 | 2007 | 2016 |
| Einwohner | 1310 | 1210 | 1121 | 1039 | 972  | 967  | 1037 | 911  |

Im 19. und in der ersten Hälfte des 20. Jahrhunderts hatte der Ort beständig zwischen 1200 und 1700 Einwohner. Infolge der Mechanisierung der Landwirtschaft und des daraus resultierenden Verlusts von Arbeitsplätzen ist die Bevölkerungszahl in der zweiten Hälfte des 20. Jahrhunderts deutlich zurückgegangen.

## Wirtschaft
Seit Jahrhunderten spielt die Landwirtschaft die dominierende Rolle im Wirtschaftsleben der Gemeinde. Diese gehört zu den Bons Bois des Weinbaugebiets Cognac, doch wegen der Absatzkrise von Weinbränden wird kaum noch Wein angebaut. Viele Bauern sind zur 'normalen' Landwirtschaft zurückgekehrt.

## Geschichte
Auf dem Gemeindegebiet wurden prähistorische und gallorömische Funde gemacht. Aus dem 2. oder 3. Jahrhundert n. Chr. stammt möglicherweise die Einsiedelei in der Felswand südlich des Ortes. Im Mittelalter gründeten Augustiner-Mönche hier ein Priorat, das zwar den Hundertjährigen Krieg (1337–1453) unbeschadet überstand, aber in den französischen Religionskriegen (1562–1598) schwer beschädigt wurde. Mit dem von Heinrich IV. im Jahr 1598 erlassenen Edikt von Nantes beruhigte sich die Situation, doch nach der Ermordung des Königs (1610) flammten neue Feindseligkeiten zwischen Katholiken und Protestanten auf, so dass sich Ludwig XIII. und sein Kanzler Richelieu zum Eingreifen veranlasst sahen. Das katholisch gebliebene Mortagne diente dem Heer des Königs zeitweise als Stützpunkt und wurde entsprechend befestigt. Richelieu selbst trug von 1624 an bis zu seinem Tod (1642) den Titel eines ‚Prinzen von Mortagne‘. Im 18. Jahrhundert wurde der Hafen der Stadt zu einem Militärhafen ausgebaut und über einen Kanal mit der Gironde verbunden.

## Sehenswürdigkeiten

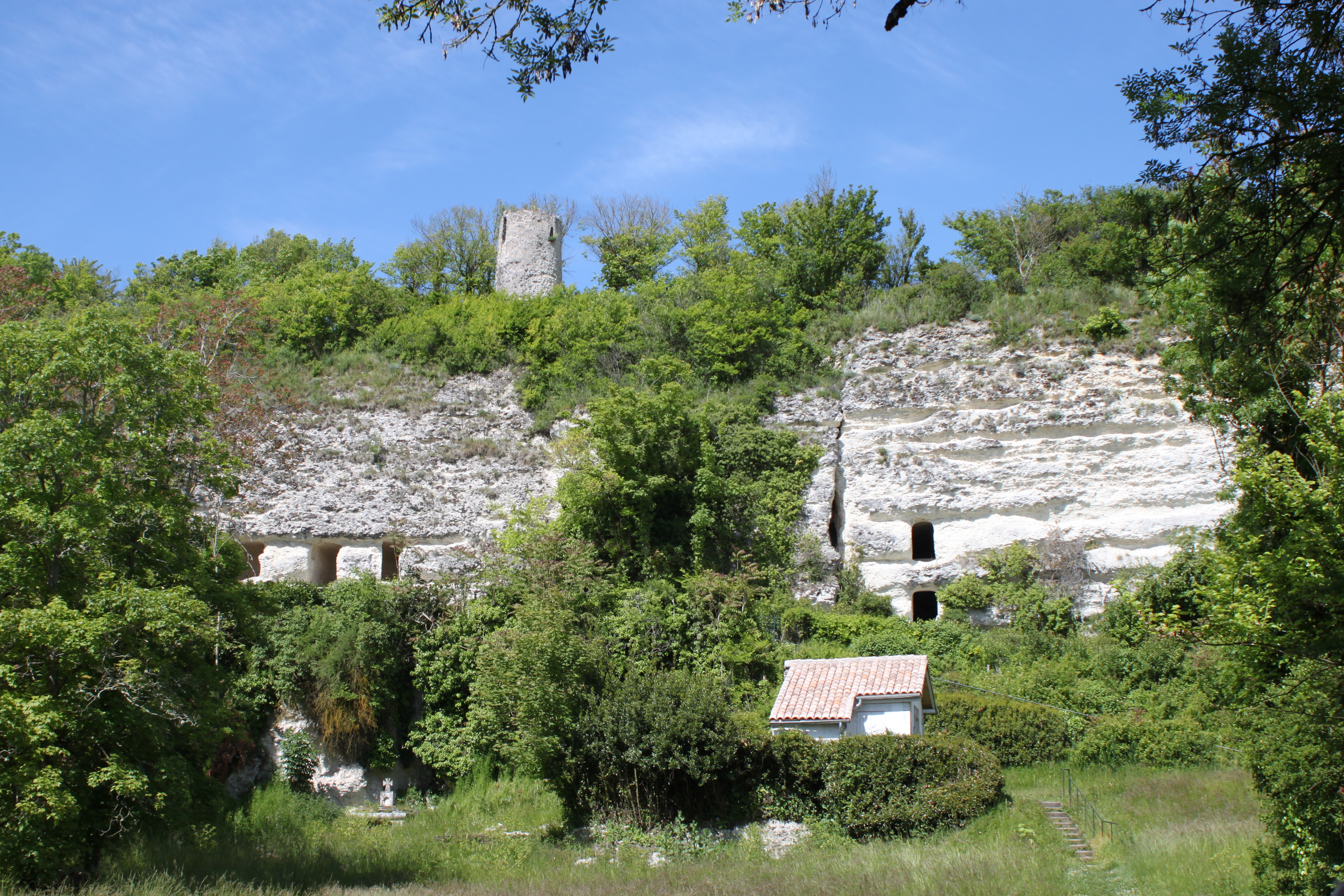
Turm oberhalb der Felsenkirche

Siehe auch: Liste der Monuments historiques in Mortagne-sur-Gironde
- Etwa 600 Meter südlich des Ortes befindet sich die in die Kalksteinfelsen der ehemaligen Steilküste gehauene Einsiedlerkirche Saint-Martial, über deren Alter Unklarheit besteht: Während einige Forscher die Einsiedelei in das 2. oder 3. Jahrhundert datieren, deuten alle heute sichtbaren Elemente auf eine Bauzeit im Mittelalter hin. Der Eingang zur Kirche ist in einer Felsklamm versteckt, doch wurde im Mittelalter oberhalb der Kirche aus Bruchsteinen ein freistehender runder Glocken- und/oder Wachturm errichtet, der von weitem sichtbar ist. Die Kirche selbst ist vollständig aus dem Felsgestein herausgehauener einschiffiger Bau mit Apsis; die beiden Statuen des hl. Martial und des hl. Antonius sind ebenfalls aus dem Felsgestein herausgearbeitet. Die Felsenkirche (église monolithique) ist seit dem Jahr 1987 als Monument historique[1] anerkannt.

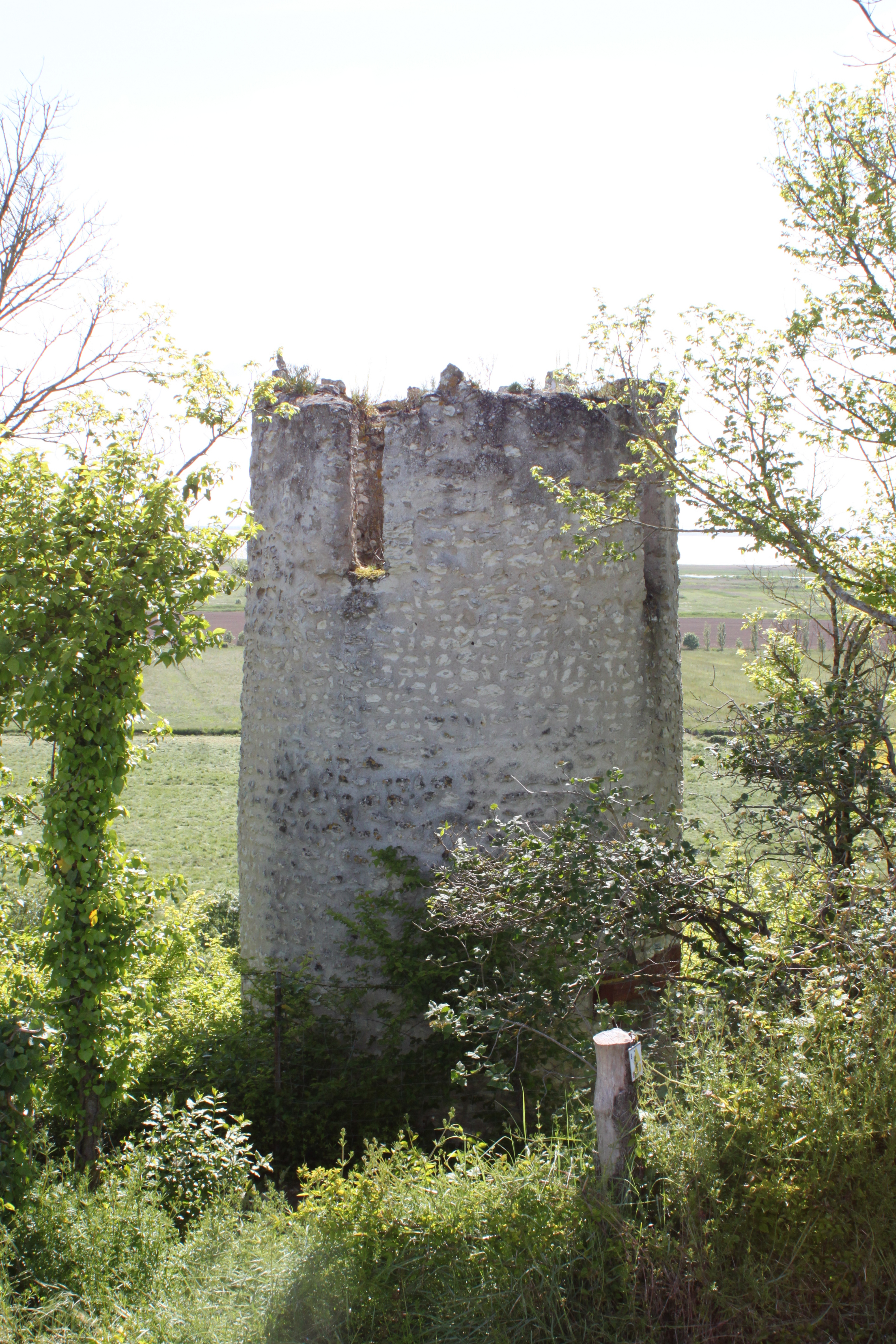
Glockenturm oder Wachturm
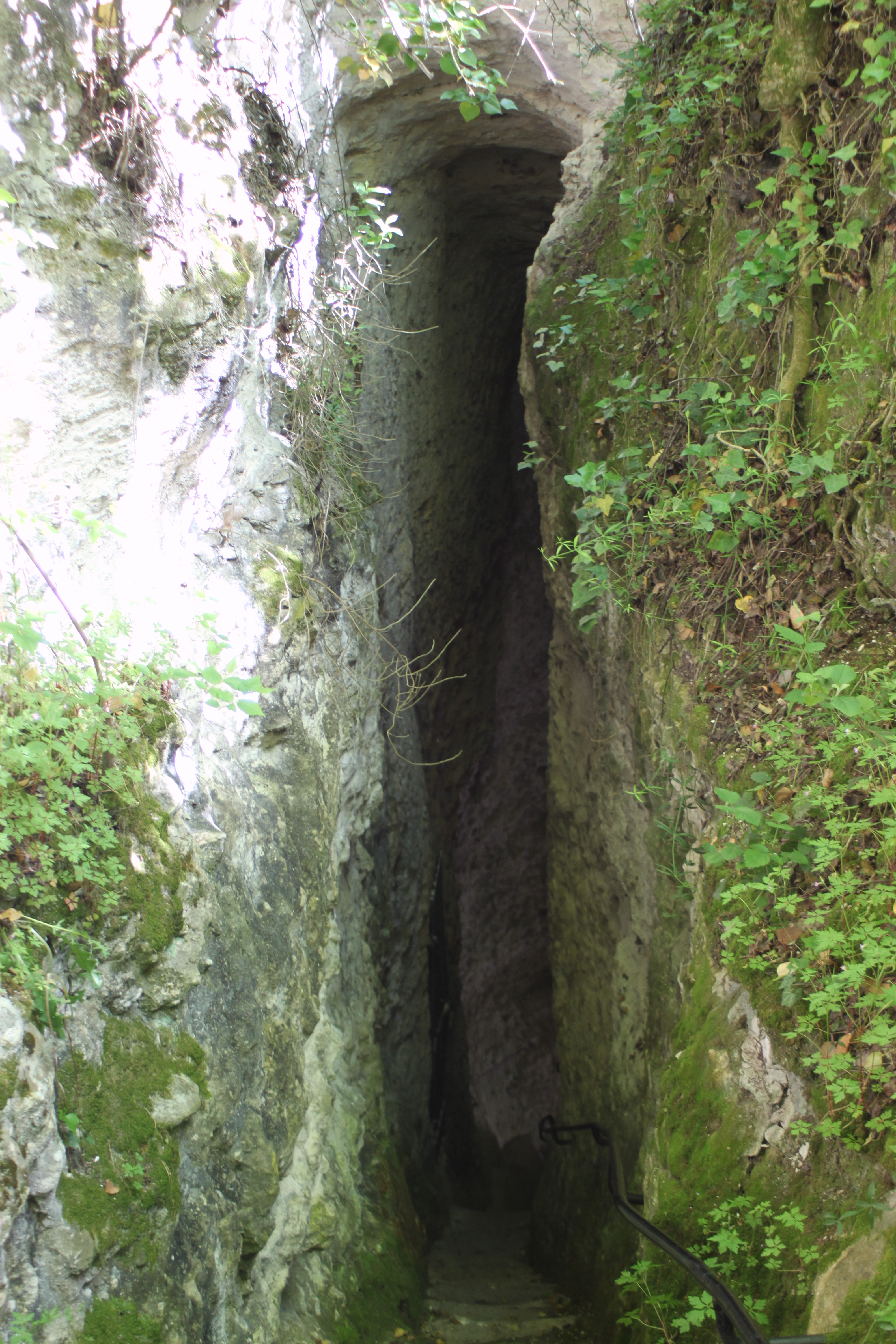
Eingang zur Felsenkirche
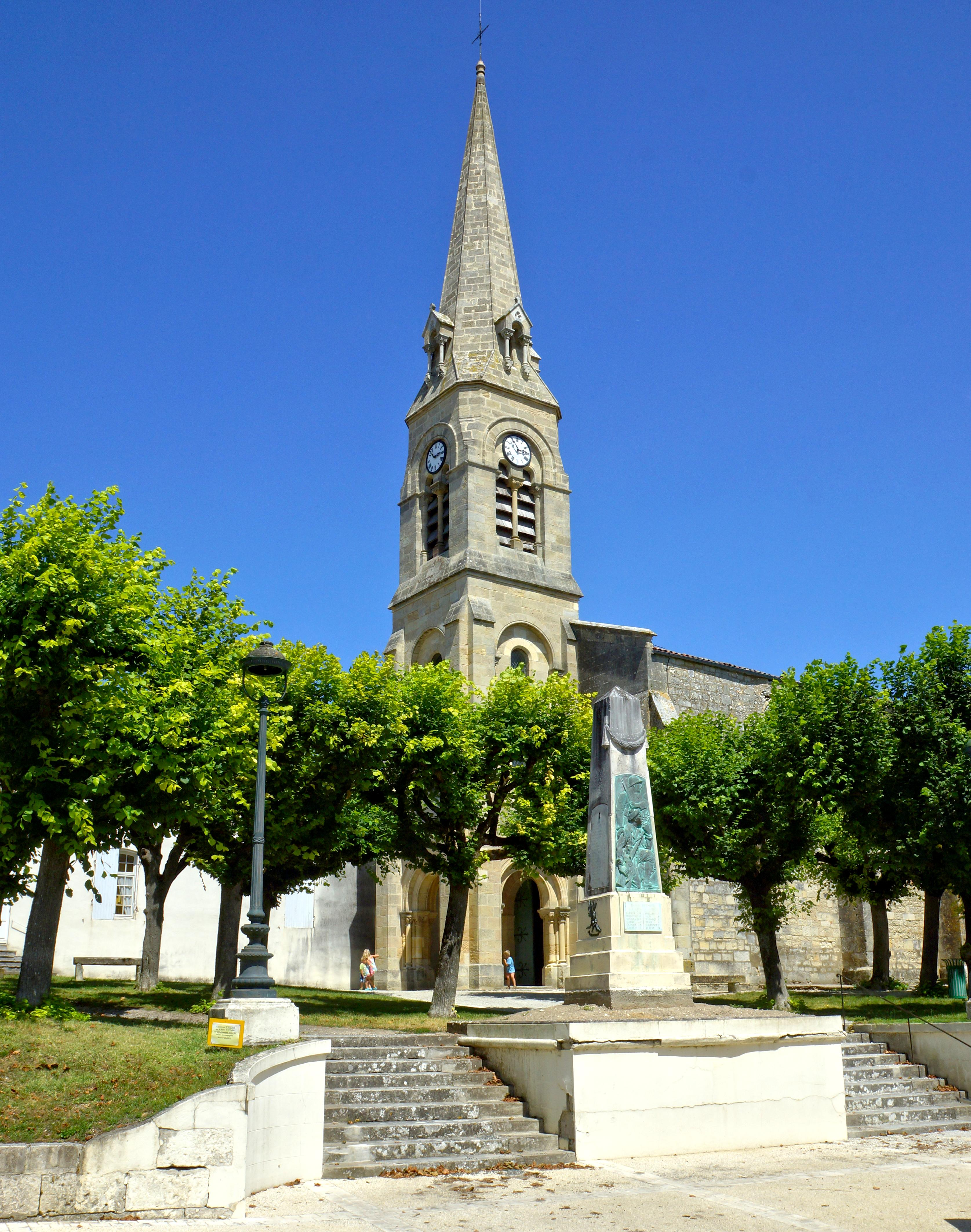
Kriegerdenkmal und Kirche Saint-Étienne

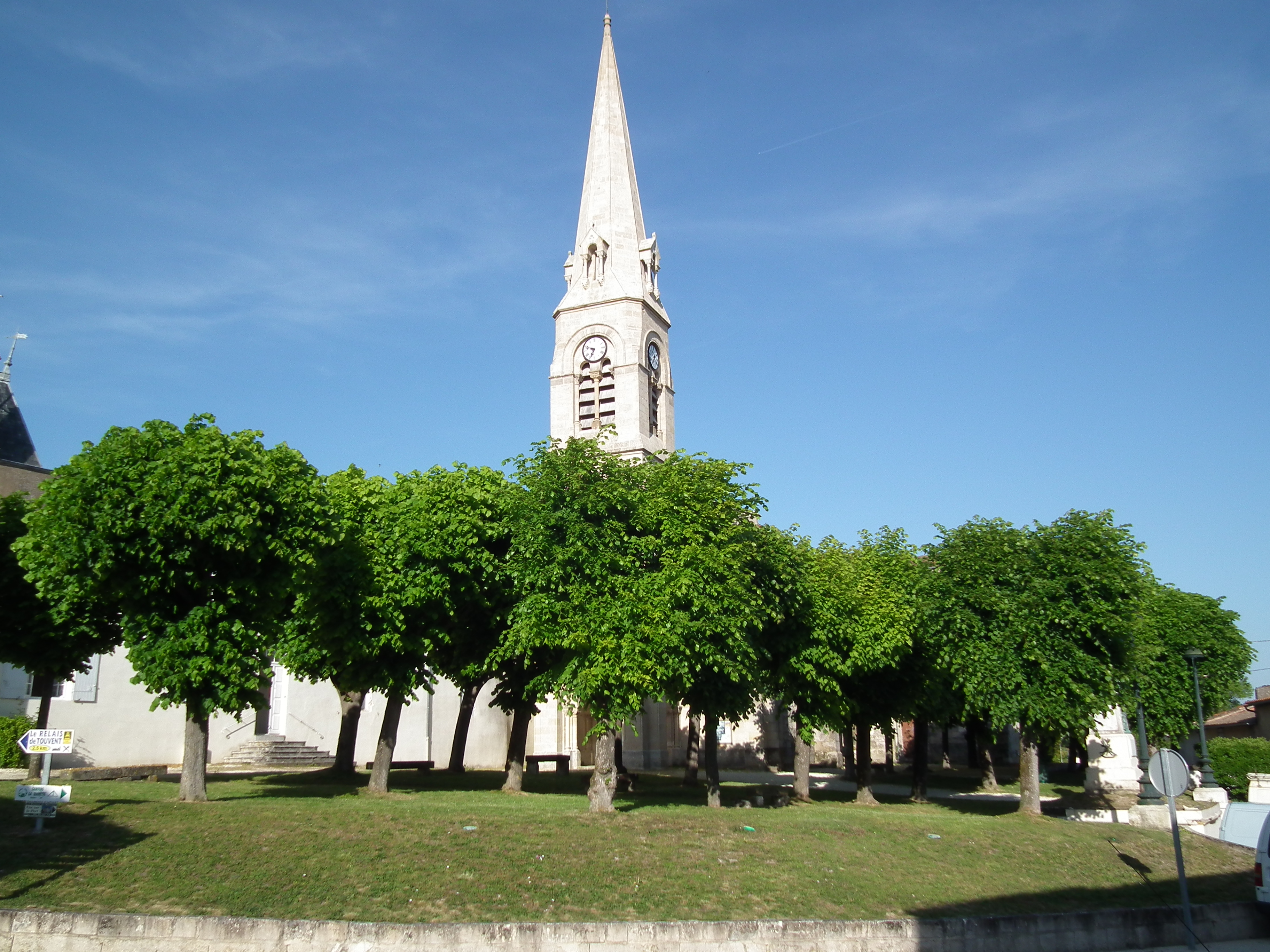
Kirche Saint-Étienne

- Die Pfarrkirche Saint-Étienne ist ein eher unscheinbarer einschiffiger Bau mit Querhaus aus dem 12. Jahrhundert. Sie war ehemals Teil eines Augustiner-Priorates, das in den Hugenottenkriegen (1562–1598) in Brand gesetzt und später wiederaufgebaut wurde. Die verputzten Gewölbe im Innern sind ein Werk des 18. Jahrhunderts; wahrscheinlich wurden in dieser Zeit auch die Seitenfenster des Langhauses vergrößert und nach innen abgeschrägt. Der Westturm und die Glasfenster stammen vom Ende des 19. Jahrhunderts. Trotz der vielen Umbauten wurde das Bauwerk im Jahr 1987 als Monument historique[2] anerkannt.

## Partnergemeinden
- Aberffraw, Wales (seit 2004)